# Jonatan Valle
Jonatan Valle Trueba (Santander, Cantabria, 30 de diciembre de 1984) es un exfutbolista español retirado en el año 2016, podía jugar en la demarcaciones de delantero, mediapunta e incluso como interior por ambas bandas.

## Trayectoria
Es hijo de un futbolista de cierto prestigio a nivel regional, delantero del Cayón.
Jonatan destacó desde muy joven en el Club Deportivo Monte, localidad de donde procedía su familia y equipo donde debutó por primera vez. Más tarde entró a jugar en el equipo de su barrio, el CD Calasanz. Posteriormente, pasó a formar parte del CD Parayas-Lorca, donde se explotó como futbolista total. En diversos torneos infantiles coincidió con algunas estrellas ya consagradas como José Antonio Reyes y Andrés Iniesta. En 1996 en categoría alevín conquistó con el Racing el torneo Brunete, ganando en la semifinal al Albacete de Andrés Iniesta. A Jonatan le querían Ajax y Barcelona.[cita requerida] El Racing decidió blindarle.
En 1999 estuvo con el primer equipo en Dwingeloo de la mano de Gustavo Benítez, debutando en partido amistoso con el Racing con tan solo 14 años.
Debutó en Segunda B con el Racing B el 9 de septiembre de 2002 en un choque ante la Peña Sport.
Jugó su primer partido en primera el 21 de junio de 2003 en un encuentro que enfrentaba al Racing con Osasuna.
En la Navidad de 2003, firmó contrato profesional con el Racing, por cinco años.
En su primera etapa como racinguista no consiguió ganar la confianza del entrenador y mantuvo malas relaciones con el público de El Sardinero, que en parte le reprochaba falta de profesionalidad. Una vez fue detenido por la policía por su nivel de alcoholemia o por conducir sin carné. También tuvo una trifulca junto a otro genio, Fernando Marqués a altas horas de la noche aunque ellos salieron sin cargos del asunto.
Estuvo tonteando con el mundo del boxeo, pero decidió seguir su carrera de futbolista.
En la temporada 2005/2006 en un año de sufrimiento para el Racing se convirtió en un revulsivo para el equipo cántabro saliendo en las segundas partes y revolucionando el equipo con pinceladas de calidad.
En la temporada 06/07 fue cedido al Málaga CF de Segunda División para disponer de minutos y madurar. Esta temporada regresó a las filas del Racing. Antes de esto se casaba con su novia de toda la vida.
En la temporada 2007/2008 volvió al Racing donde Marcelino le comunicó que contaba con él pero las lesiones (3 consecutivas) no le dejaron ni siquiera estar a disposición del técnico hasta la segunda vuelta. El 03/02/2008 reapareció unos minutos ante el Levante.
En la temporada 2008/2009 Juan Ramón López Muñiz no cuenta con él para el primer equipo del Racing y es cedido a la Ponferradina con la que realiza una notable temporada.
Para la temporada 2009/2010. ficha por el CD Castellón y el Real Racing Club se guarda una opción de compra sobre el jugador de dos años de duración. El 20 de enero de 2010, vuelve en calidad de cedido al club berciano (SD Ponferradina), club en el que había militado la temporada 2008/2009 y que consigue el ascenso. Para la siguiente temporada ficha por el CD Leganés. En el CD Leganés no inicia bien la temporada puesto que es fichado a mediados de agosto lo que le impide hacer una pretemporada en condiciones por lo que debido a que no está al 100% y juega los partidos como titular, se lesiona continuamente llegando al punto que hasta febrero/marzo de 2011 no se encuentra en perfectas condiciones y puede jugar los partidos al completo.
En verano de 2011 y después del fallido intento del ascenso a la Liga Adelante, el Leganés prescinde de los servicios de Valle. Este no encuentra acomodo en ningún equipo después de ser rechazado por el Palencia debido a sus pretensiones económicas. También sonó para un equipo de Hungría. En febrero de 2012 fichó por el equipo ruso Rubín Kazán.
En julio de 2012, después de conseguir su primera copa nacional como futbolista, ficha por el Recreativo de Huelva a petición de Sergi Barjuan, entrenador del club onubense, por tres temporadas a razón de 150.000 euros cada una de ellas.

## Clubes
| Club                     | País   | Año       |
| ------------------------ | ------ | --------- |
| Racing de Santander B    | España | 2002-2006 |
| Málaga CF (cedido)       | España | 2006-2007 |
| Racing de Santander      | España | 2007-2008 |
| SD Ponferradina (cedido) | España | 2008-2009 |
| CD Castellón             | España | 2009-2010 |
| SD Ponferradina (cedido) | España | 2009-2010 |
| CD Leganés               | España | 2010-2011 |
| FC Rubin Kazán           | Rusia  | 2011-2012 |
| Recreativo de Huelva     | España | 2012-2014 |
| CD Lugo                  | España | 2014-2015 |
| Burgos CF                | España | 2015-2016 |

- En la temporada 2007/2008 logró la Clasificación para la Liga Europea de la UEFA con el Racing de Santander
- En la temporada 2009/2010 logró el ascenso a la Segunda División de España con la Ponferradina.

## Palmarés

### Copas nacionales
| Título        | Club           | País  | Año  |
| ------------- | -------------- | ----- | ---- |
| Copa de Rusia | FC Rubín Kazán | Rusia | 2012 |